# Долевое строительство
Долевое строительство (англ. shared-equity construction; buyer-funded construction, исп. construcción de la equidad «строительство по справедливости») — форма инвестиционной деятельности в строительстве, при которой строительная или инвестиционная организация (застройщик) привлекает денежные средства участников долевого строительства (дольщиков) — граждан или юридических лиц — для строительства объектов недвижимости. После получения разрешения на ввод в эксплуатацию объекта недвижимости застройщик обязан передать объект долевого строительства участникам долевого строительства.

## Определения
Участники долевого строительства (дольщики) — граждане и (или) юридические лица на основании договора участия в долевом строительстве, вступившие в отношения, связанные с привлечением денежных средств для долевого строительства многоквартирных домов и (или) иных объектов недвижимости.
Застройщик (в контексте статьи) — юридическое лицо независимо от его организационно-правовой формы, имеющее в собственности или на праве аренды или субаренды земельный участок, и привлекающее денежные средства участников долевого строительства в соответствии с настоящим Федеральным законом для строительства (создания) на этом земельном участке многоквартирных домов и (или) иных объектов недвижимости, за исключением объектов производственного назначения, на основании полученного разрешения на строительство.

## История
Долевое строительство возникло в Аргентине. Период правления президента Аргентины Рауля Альфонсина (10 декабря 1983 — 8 июля 1989) характеризовался крайней нестабильностью финансовой сферы, гиперинфляцией, обусловившей положение большей части населения за чертой бедности, постоянно вспыхивавшими военными конфликтами. В свете экономического краха были предприняты тщетные попытки стабилизации положения путём замены обесцененной денежной единицы песо на аустраль. Это не дало положительных результатов, и аргентинские граждане оказались в весьма затруднительном положении. Новая валюта продолжала девальвироваться; за семь лет своего существования аустраль испытал 12 деноминаций. В такой ситуации аргентинские банки отказались выдавать любые долговременные кредиты. В национальной валюте при такой инфляции они были убыточны для банков, а выдавать кредиты в иностранной валюте тогда было запрещено аргентинским законом.
Поэтому Рауль Альфонсин в 1985 году дал жизнь программе «Строительство по справедливости». Специально созданное акционерное общество (исп. SA, sociedad anónima) принимало взносы населения, которые шли на поддержку строительства жилья компанией-застройщиком. Внесённая сумма становилась эквивалентной определённой площади в квадратных метрах, в которых выражались и номиналы акций. Подобная сделка регистрировалась с помощью акций, накопив достаточное количество которых, человек мог обменять ценные бумаги на квартиру. Такая схема оказалась удобной благодаря тому, что покупатели получили возможность расплатиться за жилье в рассрочку вплоть до окончания строительства.
Раулю Альфонсину удалось повысить число собственников жилья с 2 % до 21 %.
Положительный опыт долевого строительства в Аргентине стал предпосылкой использования данной схемы и в других странах. В Чили, например, дольщики успешно вкладывали средства в строительство так называемых «доходных домов» для получения прибыли. А вот в Сальвадоре привлечённые инвесторы оказались в ловко спланированной западне — финансовые махинации, проведенные под видом долевого строительства, оставили без денег и крова многочисленные семьи.
Новый качественный этап начинается по пришествии схемы в Великобританию. По инициативе британских финансистов идея сразу же распространилась в Египте, Кувейте, ОАЭ, где многие британские строительные компании возводили разнообразные объекты недвижимости. Британские компании не стали создавать специальных акционерных обществ или кооперативов, продавали не акции, доли или паи, а сразу же квадратные метры конкретного будущего жилья. Это было гарантией окупаемости ещё не начатого строительства. Схема оказалась действенной, что подтверждается опытом ныне существующих компаний, чья специализация — долевое строительство.

## Долевое строительство в России
На начальном этапе формирования долевого строительства, схемы продажи жилья в строящихся домах не регламентировались законом и оказывались опасными для покупателя. Имели место обманы покупателей недобросовестными застройщиками, наиболее распространёнными из которых были двойные продажи, в других случаях застройщики достраивали текущие объекты за счет новых дольщиков, превращаясь в финансовую пирамиду.
Чтобы защитить покупателей от двойных продаж, был принят Федеральный закон от 30 декабря 2004 года № 214-ФЗ «Об участии в долевом строительстве многоквартирных домов и иных объектов недвижимости», вступивший в силу 1 апреля 2005 года. Закон регулирует отношения, связанные с привлечением денежных средств граждан и юридических лиц на основании договоров участия в долевом строительстве, которые по 214-ФЗ требовалось регистрировать в Росреестре, также застройщику запрещалось продавать квартиры до получения разрешительных документов на строительство.
Согласно закону, застройщик — это юридическое лицо, имеющее в собственности или на праве аренды земельный участок и привлекающее денежные средства участников долевого строительства для создания на этом земельном участке многоквартирных домов и (или) иных объектов недвижимости, за исключением объектов производственного назначения, на основании полученного разрешения на строительство.
Объект долевого строительства представляет собой жилое или нежилое помещение, общее имущество в многоквартирном доме и (или) ином объекте недвижимости, подлежащие передаче участнику долевого строительства после получения разрешения на ввод в эксплуатацию многоквартирного дома и (или) иного объекта недвижимости.
По договору участия в долевом строительстве застройщик обязуется в предусмотренный договором срок своими силами и (или) с привлечением других лиц построить многоквартирный дом и (или) иной объект недвижимости и после получения разрешения на ввод в эксплуатацию этих объектов передать соответствующий объект долевого строительства участнику долевого строительства. В свою очередь участник долевого строительства обязуется уплатить обусловленную договором цену и принять объект долевого строительства при наличии разрешения на ввод в эксплуатацию многоквартирного дома и (или) иного объекта недвижимости.
Закон улучшил положение, но решить проблему кардинально не смог. Увеличение государственного контроля, в том числе за финансовым состоянием застройщиков решило часть проблем, но привело к росту «административных» издержек застройщика и общему увеличению рисков строительства для застройщика. Нестабильность экономики, быстро меняющаяся законодательная база приводит к объективным трудностям при составлении финансовой модели строительства и её высокому риску. Вследствие этого даже часть вполне добросовестных Застройщиков не смогли в заявленный срок закончить строительство и согласно ФЗ № 214 «Об участии в долевом строительстве…» платили штрафы части дольщикам за счет имеющихся в их распоряжении средств, то есть средств иных дольщиков, что в большинстве случаев приводило к банкротству застройщиков и появлению «обманутых дольщиков».
Созданные в России различные комитеты для помощи пострадавшим дольщикам, которые ведут учет новых строительных объектов и собирают статистические данные о каждом из них, об администрации соответствующего региона, а также о недобросовестных застройщиках, по факту явились декоративным органом. Как правило их работа сводилась к организации обращений в различные государственные органы. При этом у местных и региональных государственных органов просто не имелось финансовых ресурсов для решения вала проблем «обманутых дольщиков». В СМИ появление «обманутых дольщиков» зачастую освещается в негативном свете в силу сложившихся обстоятельств: все большее количество дольщиков оказываются обманутыми застройщиками[неопределённость].
Чтобы исключить риски мошенничества со стороны застройщиков, Президент РФ внес постановление в конце 2017 года, согласно которому долевое строительство полностью изолируется от финансирования гражданами, а продажа квартиры в недостроенном здании становится невозможной.

## Основные изменения в ДДУ в 2019 году
Принятые в 2019 году изменения в 214-ФЗ принципиально меняли схему строительства, финансовый контроль и финансирование должен был обеспечиваться банками, путём введения обязательных «экскроу-счетов», то есть обязанности застройщиков кредитоваться в банках, отсекая им возможность напрямую использовать средства дольщиков для финансирования строительства, что автоматически увеличивает затраты на строительство. При этом Банки не обязаны выдавать кредиты, что приведёт к тому, что банки, учитывая риски финансирования строительной сферы, её падающую маржинальность, не будут кредитовать абсолютное большинство мелких и значительную часть средних застройщиков даже в центральных регионах, и практически всех застройщиков отдалённых регионов. По данным Рейтингового агентства строительного комплекса (РАСК) : «.. в 2020 г. новостройки возводятся в 308 из 1,1 тыс. российских городов, в то время как годом ранее строительство велось в 354 городах. Число компаний на строительном рынке за год также сократилось на 26 %.» Уход большого числа застройщиков приведет к взрывному росту монополизации рынка строительства в ближайшие 2 года. Продолжившиеся в 2020 году санкции к России вместе с падением цены основных экспортных товаров привели к росту цены импортных материалов и оборудования, которые составляют значительную долю затрат в себестоимости строительства. Все эти факторы, при падении реального уровня покупательной способности населения приведут к резкому обвалу объёма жилищного строительства в ближайшие годы.
Для стабилизации строительной отрасли в 2020 году государством были приняты беспрецедентные меры — были установлены рекордно низкие ставки выдачи кредитов покупателям жилья (ипотеки). Однако льготная ипотека только сгладила падение количества сделок, которое в третьем квартале 2020 года составило 14 % по сравнению со вторым кварталам 2019 года (перед вступлением поправок в 214-ФЗ).

## Нормативно-правовая база
Отношения в сфере долевого строительства в Республике Беларусь регулируются комплексом нормативных актов разного уровня. К основным источникам правового регулирования относятся:
Гражданский кодекс Республики Беларусь – устанавливает общие положения о договорах, обязательствах и сделках. ДДУ по своей правовой природе относится к категории договоров, направленных на создание объекта недвижимости, и на него распространяются общие нормы ГК (о договоре подряда на капитальное строительство, о последствиях просрочки исполнения, о недействительности сделок и др.), если специальные акты не устанавливают иного.
Закон Республики Беларусь от 9 января 2002 г. № 90-З «О защите прав потребителей» – применяется к отношениям дольщика и застройщика постольку, поскольку это не противоречит специальным актам о долевом строительстве. Дольщик – физическое лицо признается потребителем услуг застройщика, поэтому на ДДУ распространяются потребительские права на достоверную информацию, надлежащее качество работ, своевременное исполнение, гарантийное обслуживание, возмещение убытков и морального вреда и др.. Однако нормы закона о защите прав потребителей действуют субсидиарно – например, 14-дневный срок возврата денег за некачественный товар из ст.25 Закона №90-З напрямую не применяется к долевому строительству, поскольку здесь иной предмет договора.
Указы Президента Республики Беларусь. Специфика белорусского законодательства в том, что ключевые нормы о долевом строительстве установлены именно указами Президента (которые имеют силу закона):
Указ Президента РБ от 15.06.2006 № 396 «О долевом строительстве многоквартирных жилых домов». Этот акт впервые комплексно урегулировал привлечение средств граждан в жилищное строительство. Позднее он был заменен следующим указом и применялся лишь к договорам, заключенным до вступления в силу нового порядка.
Указ Президента РБ от 06.06.2013 № 263 «О долевом строительстве объектов в Республике Беларусь». Ввел обновленные правила, расширив действие норм на все объекты долевого строительства (не только жилье) и усилив защиту дольщиков. В частности, указом №263 был утвержден подробный Порядок заключения, исполнения и расторжения договоров долевого строительства, а также ряд положений о гарантиях дольщиков и контроле за застройщиками.
Указ Президента РБ от 10.12.2018 № 473 «О долевом строительстве» – действующая (на момент 2025 г.) редакция основного законодательства о долевом строительстве. Этот указ кодифицировал опыт предыдущих лет и ввел новые механизмы защиты дольщиков. Указ №473 существенно ограничил сферу привлечения средств граждан только для строительства жилья (квартир в многоквартирных домах, блокированных домов и сопутствующих объектов), установил требование использования спецсчетов и ввел предельный размер прибыли застройщика. Указ №473 не раз дополнялся: так, в 2020 г. и 2021 г. выходили изменения (Указы Президента №247 от 02.07.2020 и №375 от 01.10.2021) с целями усилить гарантии дольщиков. Совсем недавно Указ №473 был обновлен – с 2025 года его заменил новый Указ Президента от 31.03.2025 №130, который еще более усилил государственный контроль (например, по сообщениям, указом 2025 г. предусматриваются дополнительные меры защиты, хотя подробный анализ этого нового акта еще предстоит).
Подзаконные акты Правительства и министерств. Совмин РБ и профильные ведомства приняли ряд нормативных документов во исполнение указов:
Постановление Совета Министров РБ от 08.01.2014 № 6 – утвердило Положение о порядке возврата денежных средств при прекращении участия в долевом строительстве и расторжении соответствующих договоров. Этот документ регламентирует процедуру возврата взносов дольщикам (например, сроки и курс перерасчета суммы при возврате, если цена договора была привязана к иностранной валюте).
Типовая форма договора долевого участия, утверждаемая уполномоченным госорганом (Минстройархитектуры). Закон требует, чтобы ДДУ заключался по типовой форме, установленной государством. Такая унифицированная форма договора содержит все обязательные условия и используется всеми застройщиками, что упрощает контроль и экспертизу договоров.
Иные акты: постановления правительства и приказы Минстройархитектуры, регулирующие, например, требования к застройщикам при привлечении средств, раскрытие информации, ведение учета и отчетности. Например, правительством определены правила, каким требованиям должен соответствовать застройщик, прежде чем получить право продавать жилье по ДДУ (наличие утвержденной проектной документации, полученного разрешения на строительство, открытых спецсчетов и т.д.). Кроме того, могут издаваться рекомендации по информированию дольщиков, стандарты качества, порядки взаимодействия с местными исполкомами и т.п. Все эти акты вместе образуют нормативную базу долевого строительства.